# Geografía de la isla Tristán de Acuña

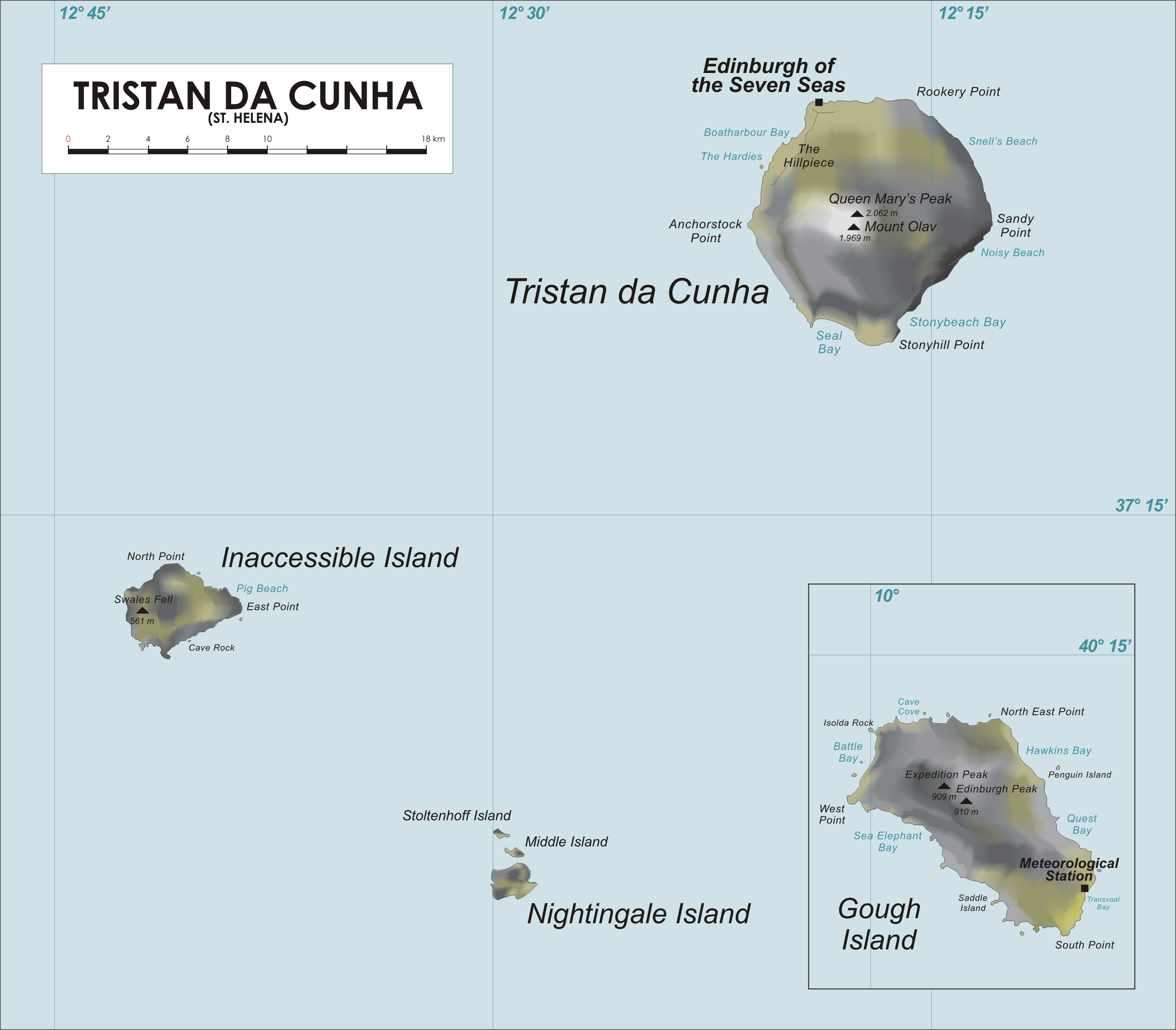
Mapa de la isla Tristán de Acuña

Tristán de Acuña (en inglés: Tristan da Cunha, llamado así en homenaje al navegante portugués Tristão da Cunha) es un archipiélago en el sur del océano Atlántico que forma parte de los territorios británicos de ultramar. Tristán de Acuña forma parte de un territorio más amplio, llamado Santa Elena, Ascensión y Tristán de Acuña, que incluye Isla Santa Elena e Isla Ascensión.

## Ubicación y descripción

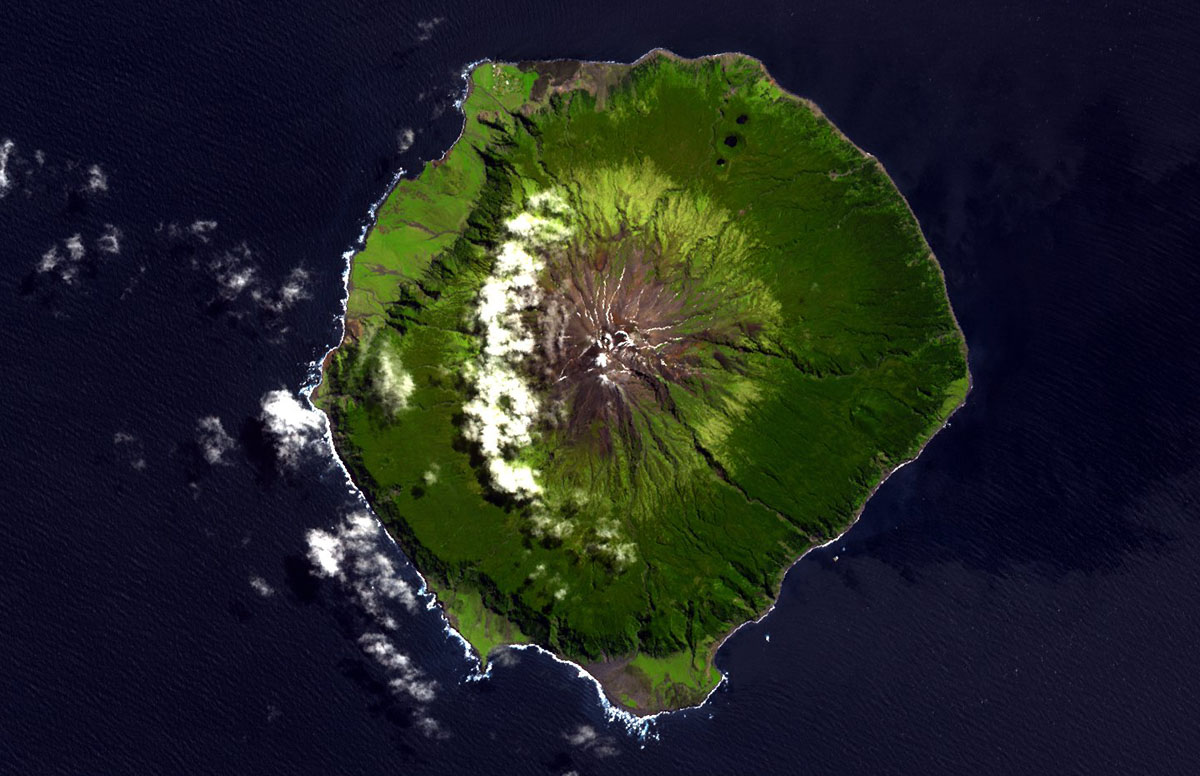
Isla de Tristán de Acuña

Este archipiélago, a 1500 millas (2500 km) de los continentes de África y América del Sur, es uno de los lugares más remotos de la tierra con habitación humana. Las componen las siguientes islas:
- La principal isla de Tristán de Acuña y sus islas circundantes
  - Isla Inaccesible
  - Islas Nightingale
    - Isla Nightingale
    - Isla Middle
    - Isla Stoltenhoff
- Isla de Gough, esta isla es muy importante, es la isla de hábitat no perturbado frío-templado más grande en el sur del oéano Atlántico.

La isla principal es bastante montañosa, la única zona plana es la ubicación de la capital, Edimburgo de los Siete Mares, en la costa noroeste. El punto más alto es un volcán llamado pico de la Reina María. Tristán de Acuña, se cree que han sido formados por un centro de larga duración de la surgencia magma.
El clima es marítimo templado, frío, con pequeñas diferencias de temperatura entre verano e invierno (11,3 °-14,5 °) y entre el día y la noche.

## Flora
Incluso las islas más pequeñas tienen alguna cobertura vegetal, con los más grandes dominados por helechos y musgos. La flora del archiplego incluye muchas especies endémicas y muchas de las que tienen una amplia distribución circumpolar en el Atlántico Sur y el océano Pacífico Sur. Así, numerosas especies que crecen en Tristán de Acuña son presentes tan lejos como Nueva Zelanda. Por ejemplo, las especies de Nertera depressa, se recogió por primera vez en Tristán de Acuña, pero desde entonces se han registrado en sitios tan lejanos como Nueva Zelanda.

## Fauna
Tristán de Acuña es el hogar de un mar de especies, incluyendo el elefante marino del sur y las aves, tales como pingüino de penacho amarillo norteño y pingüino macaroni. Las islas son importantes para la vida de las aves, tanto los establecidos en las islas y aves de cría, de los cuales veinte especies anidan en la isla de Gough. Las especies más importantes son albatros de Tristán, zorzal de Tristán de Acuña, yal de la Inaccesible, yal de Gough, la gallineta de Gough, petrel atlántico y el rasconcillo de Tristán de Acuña. No hay reptiles nativos, anfibios, peces de agua dulce, o de mamíferos terrestres.

## Los asentamientos humanos
Además de Tristán de Acuña, que fue colocado como base para la caza de ballenas en el siglo XVIII, las islas del grupo están deshabitadas a excepción de una estación meteorológica en la isla de Gough que pertenece a Sudáfrica. La pesca sigue siendo una actividad económica importante, especialmente para cangrejos de río y el pulpo, sino también la langosta de roca de Tristán (Jasus tristani). Las islas reciben un pequeño número de turistas al año.

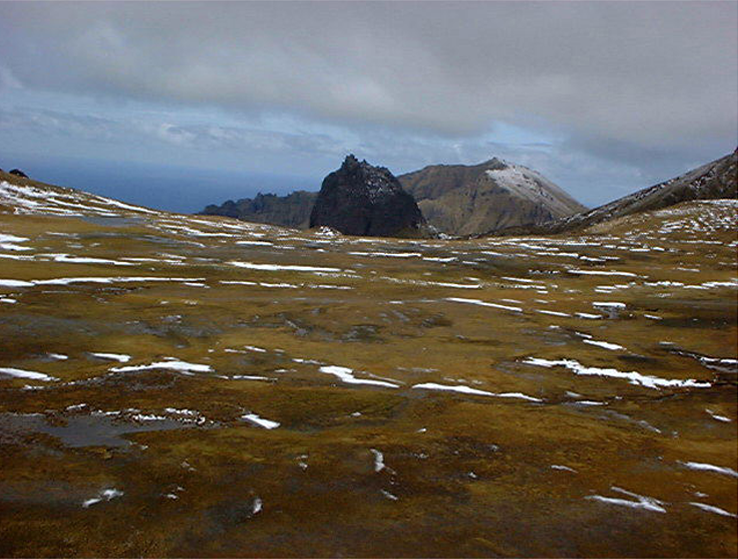
Isla Gough, Tristán de Acuña

## Amenazas y conservación
Las ovejas y el ganado se han introducido en Tristán de Acuña y su pastoreo, junto con otras actividades humanas ha causado daños a los ecosistemas de la isla. La pesca nocturna ha causado la muerte de muchas aves marinas, ya que chocan con las luces de los barcos.